# 환태평양 경제 동반자 협정

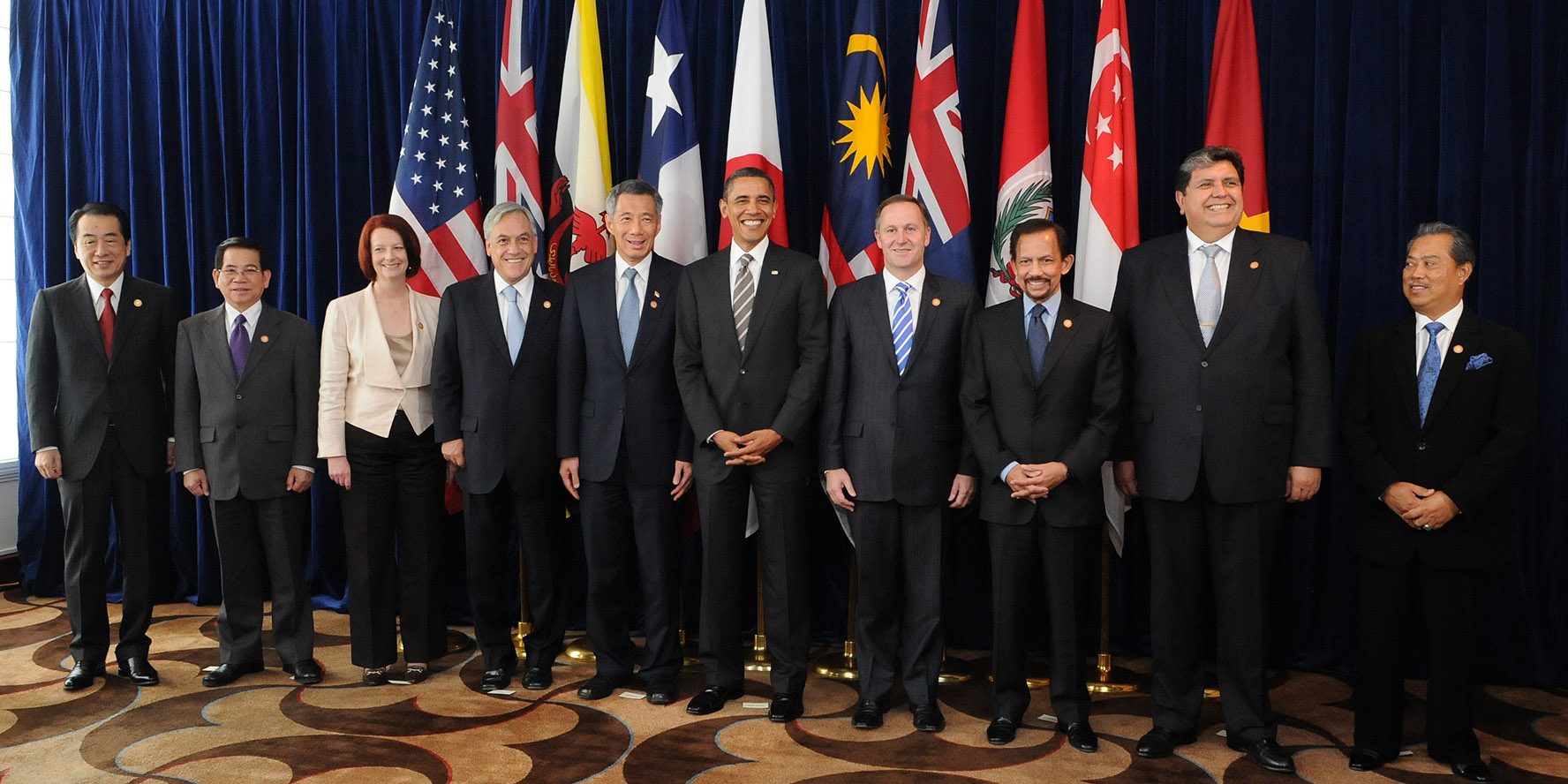

환태평양 경제 동반자 협정(Trans-Pacific Strategic Economic Partnership, TPP)은 아시아-태평양 지역 경제의 통합을 목표로 공산품, 농업 제품을 포함 모든 품목의 관세를 철폐하고, 정부 조달, 지적 재산권, 노동 규제, 금융, 의료 서비스 등의 모든 비관세 장벽을 철폐하고 자유화하는 협정으로 2005년 6월에 뉴질랜드, 싱가포르, 칠레, 브루나이 4개국 체제로 출범하였다. TPP는 투자자 국가 분쟁 해결 방법을 만들고, 관세 같은 무역 장벽을 낮추는 역할도 한다.
2015년 10월 7일, 미국, 일본, 오스트레일리아, 캐나다, 페루, 베트남, 말레이시아, 뉴질랜드, 브루나이, 싱가포르, 멕시코, 칠레가 TPP 협정을 타결시켰다.
TPP는 창설 초기 그다지 영향력이 크지 않은 다자간 자유무역협정이었으나 미국이 적극적으로 참여를 선언하면서 주목 받기 시작하였다. 버락 오바마 대통령은 TPP가 아시아·태평양 지역 경제 통합에 있어 가장 강력한 수단이며, 세계에서 가장 빠르게 성장하는 지역과 미국을 연결해 주는 고리라고 평가한 바 있다. 미국이 적극적으로 협정 가입을 추진하고, 아시아 국가들의 동참을 유도하고 있는 것은 눈부신 성장을 이루고 있는 중국을 견제하려는 의도가 크게 작용한 때문이라고 알려져 있다. 하지만 미국은 2017년 1월 23일 탈퇴하였다.

## 참여국

| 국가           | 지위        | 협상 시작   | 서명           | 탈퇴       |
| -------------- | ----------- | ----------- | -------------- | ---------- |
| 브루나이       | 최초 가입국 | 2005년 6월  | 2016년 2월 4일 |            |
| 칠레           | 최초 가입국 | 2005년 6월  | 2016년 2월 4일 |            |
| 뉴질랜드       | 최초 가입국 | 2005년 6월  | 2016년 2월 4일 |            |
| 싱가포르       | 최초 가입국 | 2005년 6월  | 2016년 2월 4일 |            |
| 미국           | 비회원국    | 2008년 2월  | 2016년 2월 4일 | 2017년 1월 |
| 오스트레일리아 | 회원국      | 2008년 11월 | 2016년 2월 4일 |            |
| 페루           | 회원국      | 2008년 11월 | 2016년 2월 4일 |            |
| 베트남         | 회원국      | 2008년 11월 | 2016년 2월 4일 |            |
| 말레이시아     | 회원국      | 2010년 10월 | 2016년 2월 4일 |            |
| 멕시코         | 회원국      | 2012년 10월 | 2016년 2월 4일 |            |
| 캐나다         | 회원국      | 2012년 10월 | 2016년 2월 4일 |            |
| 일본           | 회원국      | 2013년 5월  | 2016년 2월 4일 |            |

### 잠재 회원국
대한민국은 2006년 협정에서는 참여하지 않았으나, 한미 자유 무역 협정이 재타결된 후인 2010년 12월에 미국이 주최한 TPP 협상에 초청된 후부터 관심을 보였다. 대한민국은 이미 TPP 참여국과 무역 협정을 맺은 상태였으나, 자동차 산업이나 농업 같은 분야는 여전히 상호 합의가 필요했고, 이는 TPP 협상을 다소 복잡하게 만들었다.
2009년 1월 버락 오바마의 취임 이후 회의가 연기되었지만, 그해 11월 오바마 대통령의 첫번째 아시아 방문에서 그는 미국의 환태평양 관계를 재차 확인했다. 연이어 그해 12월 14일 미국의 무역 대표로 론 커크가 의회에 오바마 대통령 또한 TPP 협정에 참여하겠다고 밝혔다.
그 이후, 19번의 걸쳐서 TPP 회의가 개최되었다.
- 1차: 2010년 3월 15일 ~ 19일 오스트레일리아 멜버른
- 2차: 2010년 6월 14일 ~ 18일 미국 샌프란시스코
- 3차: 2010년 10월 5일 ~ 8일 브루나이
- 4차: 2010년 12월 6일 ~ 10일 뉴질랜드 오클랜드
- 5차: 2011년 2월 14일 ~ 18일, 칠레 산티아고
- 6차: 2011년 4월 24일 ~ 5월1일, 싱가포르
- 7차: 2011년 6월 15일 ~ 24일, 베트남 호치민
- 8차: 2011년 9월 6일 ~ 15일, 미국 시카고
- 9차: 2011년 10월 22일 ~ 29일, 페루 리마
- 10차: 2011년 12월 5일 ~ 9일, 말레이시아 쿠알라룸푸르
- 11차: 2012년 3월 2일 ~ 9일, 오스트레일리아 멜버른
- 12차: 2012년 5월 8일 ~ 18일, 미국 댈러스
- 13차: 2012년 7월 2일 ~ 10일, 미국 샌디에이고
- 14차: 2012년 9월 6일 ~ 15일, 미국 리스버그
- 15차: 2012년 12월 3일 ~ 12일, 뉴질랜드 오클랜드
- 16차: 2013년 3월 4일 ~ 13일, 싱가포르
- 17차: 2013년 5월 15일 ~ 24일, 페루 리마
- 18차: 2013년 7월 15일 ~ 25일, 말레이시아 코타키나발루
- 19차: 2013년 8월 23일 ~ 30일, 브루나이 반다르스리브가완
- 20차: 2014년 7월 3일 ~ 13일, 캐나다 오타와

미국에서는, 자유 무역 협정 동의의 대부분은 미국 상원 의회의 동의에 의하여 시행된다. 조약과는 다르게, 상원 의회의 동의는 대다수의 상하원의원의 허가가 있어야만 한다.1974년 재정된 무역과 관련된 법률인 미국 행정부의 신속 무역 협상권("무역촉진권한(TPA)")에 의하면, 자유무역의 대한 대통령의 동의는 의회에서 재가를 받아야하만 하며, 상하의원 두 곳의 동의를 받아야만, 관련된 법이 시행될 수 있다고 한다." 2012년 초에, 오바바 행정부에서는 TPP 관련 협정은 또다른 신속 협상권이 필요한 것이라고 발표했다. 만약 "신속협상권"이 재개될 경우, 일반적인 조약의 비준과 이행절차가 필요 없어질 것이다. 그리고 미국 의회는 최소화된 토론과 법안의 수정 없이 TPP 관리법안을 통과시키기 위한 투표를 90일 안에 끝내야 한다.

## 같이 보기
- 포괄적·점진적 환태평양 경제 동반자 협정 (CPTPP)
- 범대서양 무역 투자 동반자 협정 (TTIP)
- 역내 포괄적 경제 동반자 협정 (RCEP)
- 아시아 태평양 경제협력체 (APEC)
- 아시아 인프라 투자 은행 (AIIB)
- 인도-태평양 경제 프레임워크 (IPEF)